# SPG21
SPG21 (англ. SPG21, maspardin) – білок, який кодується однойменним геном, розташованим у людей на короткому плечі 15-ї хромосоми. Довжина поліпептидного ланцюга білка становить 308 амінокислот, а молекулярна маса — 34 960.
| 10         |  | 20         |  | 30         |  | 40         |  | 50         |
| ---------- |  | ---------- |  | ---------- |  | ---------- |  | ---------- |
| MGEIKVSPDY |  | NWFRGTVPLK |  | KIIVDDDDSK |  | IWSLYDAGPR |  | SIRCPLIFLP |
| PVSGTADVFF |  | RQILALTGWG |  | YRVIALQYPV |  | YWDHLEFCDG |  | FRKLLDHLQL |
| DKVHLFGASL |  | GGFLAQKFAE |  | YTHKSPRVHS |  | LILCNSFSDT |  | SIFNQTWTAN |
| SFWLMPAFML |  | KKIVLGNFSS |  | GPVDPMMADA |  | IDFMVDRLES |  | LGQSELASRL |
| TLNCQNSYVE |  | PHKIRDIPVT |  | IMDVFDQSAL |  | STEAKEEMYK |  | LYPNARRAHL |
| KTGGNFPYLC |  | RSAEVNLYVQ |  | IHLLQFHGTK |  | YAAIDPSMVS |  | AEELEVQKGS |
| LGISQEEQ   |  |            |  |            |  |            |  |            |

A: Аланін

C: Цистеїн

D: Аспарагінова кислота

E: Глутамінова кислота

F: Фенілаланін

G: Гліцин

H: Гістидин

I: Ізолейцин

K: Лізин

L: Лейцин

M: Метіонін

N: Аспарагін

P: Пролін

Q: Глутамін

R: Аргінін

S: Серин

T: Треонін

V: Валін

W: Триптофан

Кодований геном білок за функцією належить до фосфопротеїнів. 
Задіяний у такому біологічному процесі, як альтернативний сплайсинг. 
Локалізований у цитоплазмі, мембрані, апараті гольджі, ендосомах.